# Radu I.
Radu I. nebo Černý Radu (* kolem 1330 - † 1383 ) byl kníže Valašského knížectví a od roku 1372 i spoluvládce knížectví se svým bratrem Vladislavem I. Valašským. O jeho vládě se nedochovalo mnoho informací. Většina z nich je popsána na stěně chrámu ve městě Curtea de Argeş, jiné se nacházejí v italských kronikách (cronaca carrarese). Během jeho vlády byly mezi ním a uherskými králi časté neshody, podrobnosti však historie dodnes tají. Okolnosti kolem jeho smrti jsou neznámé.

## Děti
- Dan I. - vládce Valašského knížectví v letech 1383–1386
- Mircea I. - vládce Valašského knížectví v letech 1386–1394 a 1397–1418